# Hoofdstraatkerk
De Hoofdstraatkerk is een markant kerkgebouw in eclectische stijl van de Gereformeerde Gemeenten aan de Hoofdstraat in de Nederlandse plaats Leiderdorp. Het kerkgebouw is gelegen langs de Rijksweg A4 en de Oude Rijn. 

## Geschiedenis
De kerk is in 1891 gebouwd als Gereformeerde Kerk. In 1890 besloten de Leiderdorpse dolerenden een kerk te laten bouwen. In 1988 is het kerkgebouw verkocht aan en in gebruik genomen door de Gereformeerde Gemeente van Leiden. Deze gemeente is geïnstitueerd rond 1850 en had eerst een pand aan de Nieuwe Rijn in Leiden. In 1996 werd het Leiderdorpse kerkgebouw beschadigd door een grote brand. De kerk is in de jaren 1990 verschillende malen met de sloop bedreigd. Oorzaken waren de aanleg van de hogesnelheidslijn en de verbreding van de A4. In dit kerkgebouw zijn ongeveer 600 zitplaatsen.

## Orgel
Het orgel is in 1955 gebouwd door de firma Van Leeuwen. Na de kerkbrand van 1996 is het orgel hersteld en geherintoneerd. Het orgel leed vooral rook- en waterschade. Orgelbouwer Flentrop herstelde de schade in 1997.
Hieronder wordt de dispositie weergegeven.

### Hoofdwerk
- Prestant 8
- Roerfluit 8
- Gamba 8
- Octaaf 4
- Sesquialter III sterk
- Mixtuur IV-VI sterk
- Trompet 8

### Borstwerk
- Holpijp 8
- Speelfluit 4
- Prestant 2
- Quint 1 1/3
- Scherp III-V sterk
- Dulciaan 8

### Pedaal
- Subbas 16
- Prestant 8
- Octaaf 4
- Bazuin 16